# Tribologia

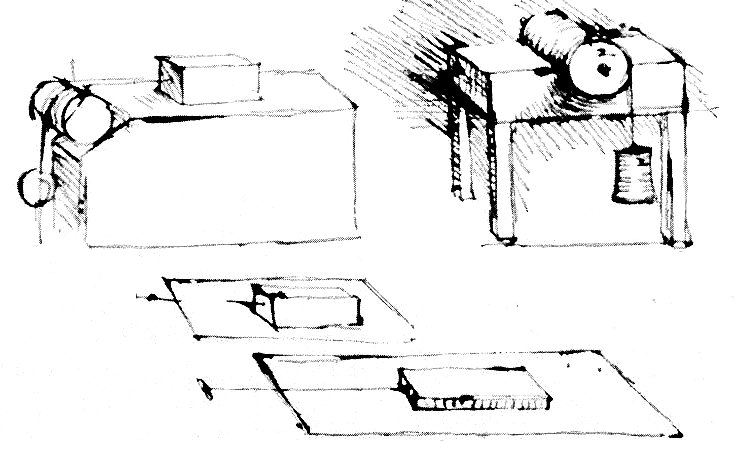
Ilustração de um tipometro

Tribologia (do grego τρίβω 'tribo' significando 'esfregar, atritar, friccionar', e λόγος 'logos' significando 'estudo') foi definida em 1966 como "a ciência e tecnologia da interação de superfícies em movimento relativo e assuntos e práticas relacionados" ("the science and technology of interacting surfaces in relative motion and of related subjects and practices").
A tribologia une os campos da mecânica, física, química, materiais e os conhecimentos em lubrificação atrito e desgaste para predizer o comportamento de sistemas físicos. Quando a tribologia considera organismos vivos ela é designada por biotribologia e incorpora princípios da medicina e das ciências biológicas.

## Primórdios
A descoberta e a formulação dos mecanismos da tribologia é atribuída a três cientistas: Um russo, Nicolai Petrov (1836-1920) e dois britânicos: Beauchamp Tower (1845-1904) e Osborne Reynolds (1842-1912). Eles perceberam que o mecanismo do processo de lubrificação não era devido à interação mecânica de superfícies sólidas, mas sim devido ao filme de fluido que as separava. Este é o aspecto fundamental da lubrificação hidrodinâmica, e seus fundamentos teóricos e experimentais foram firmemente estabelecidos curto período de tempo de três anos, entre 1883-1886. Todavia, a cristalização do conceito de lubrificação hidrodâmica começou por Nicolai Petrov, que trabalhava na área de atrito. Ele postulou dois pontos importantes: primeiro, que a propriedade importante do fluido com relação ao atrito não era a densidade, mas sim a viscosidade e, segundo que a natureza do atrito num mancal hidrodinâmico não é o resultado da interação entre duas superfícies sólidas, mas do atrito viscoso do fluido entre as superfícies. Em outras palavras, ele propôs a natureza do atrito em mancais hidrodinâmicos. Em um artigo de 1883, Petrov propôs uma relação funcional entre força de atrito e parâmetros de um mancal que é válida até os dias de hoje. Porém, Petrov não deu continuidade à sua importante descoberta. A relação entre a força de atrito e a capacidade de carga num mancal foi descoberta por Beauchamp Tower, um engenheiro, inventor e assistente de pesquisa de cientistas famosos da época, tal como Fraud e Lord Raleigh. Tower organizou um comitê de pesquisas sobre atrito de alta velocidade em mancais de estradas de ferro. Esta famosa serie de experimentos conduziu à descoberta da presença da pressão hidrodinâmica em filmes de fluidos em mancais, em 1883 e 1884 .

## Histórico
Este histórico foi apresentado por Dr. P. Jost no aniversário de 40 anos da Tribologia em 2016.
Nos anos 1960 houve um aumento nas publicações sobre falhas em plantas de fábricas e em máquinas, causadas por desgaste e causas relacionadas a desgaste, tornando o processo mais oneroso. A situação pedia por melhorias na educação e por uma pesquisa maior e melhor coordenada em escala nacional (inglesa). Assim foi instituído um grupo de trabalho para investigar como estava a educação em lubrificação e as pesquisas em âmbito nacional (inglês) e opinar nas necessidades concernentes à indústria.
Em 9 de março de 1966 o governo inglês publicou um relatório consolidando a análise feita. O relatório apontou uma correlação direta entre educação em tribologia e o progresso e desenvolvimento da indústria. Este relatório é lembrado como Relatório Jost.

## Lubrificação hidrodinâmica
A lubrificação hidrodinâmica é considerada uma das áreas mais importantes da tribologia. Este tipo de lubrificação ocorre quando duas superfícies em movimento relativo são separadas por uma película de um fluido lubrificante. Sua conceituação e caracterização é atribuída a três pesquisadores: Nicolai Petrov (1836-1920), Beauchamp Tower (1845-1904) e Osborne Reynolds (1842-1912). Eles perceberam que o mecanismo que existe neste tipo de lubrificação não era devido à interação mecânica de superfícies sólidas, como se acreditava na época, mas sim devido ao filme de fluido que as separava - este é o aspecto fundamental da lubrificação hidrodinâmica. Os fundamentos teóricos e experimentais foram firmemente estabelecidos num curto período de tempo, entre 1883-1886. Todavia, foi o físico britânico Osborn Reynolds (1842 - 1912) que traduziu os resultados experimentais em linguagem matemática, desenvolvendo uma equação de derivadas parciais (também chamada de equação de Reynolds em sua homenagem) que tem sido a base para a grande maioria dos desenvolvimentos nesta área, gerando um grande número de pesquisas até os dias de hoje.